# Terre à pipe

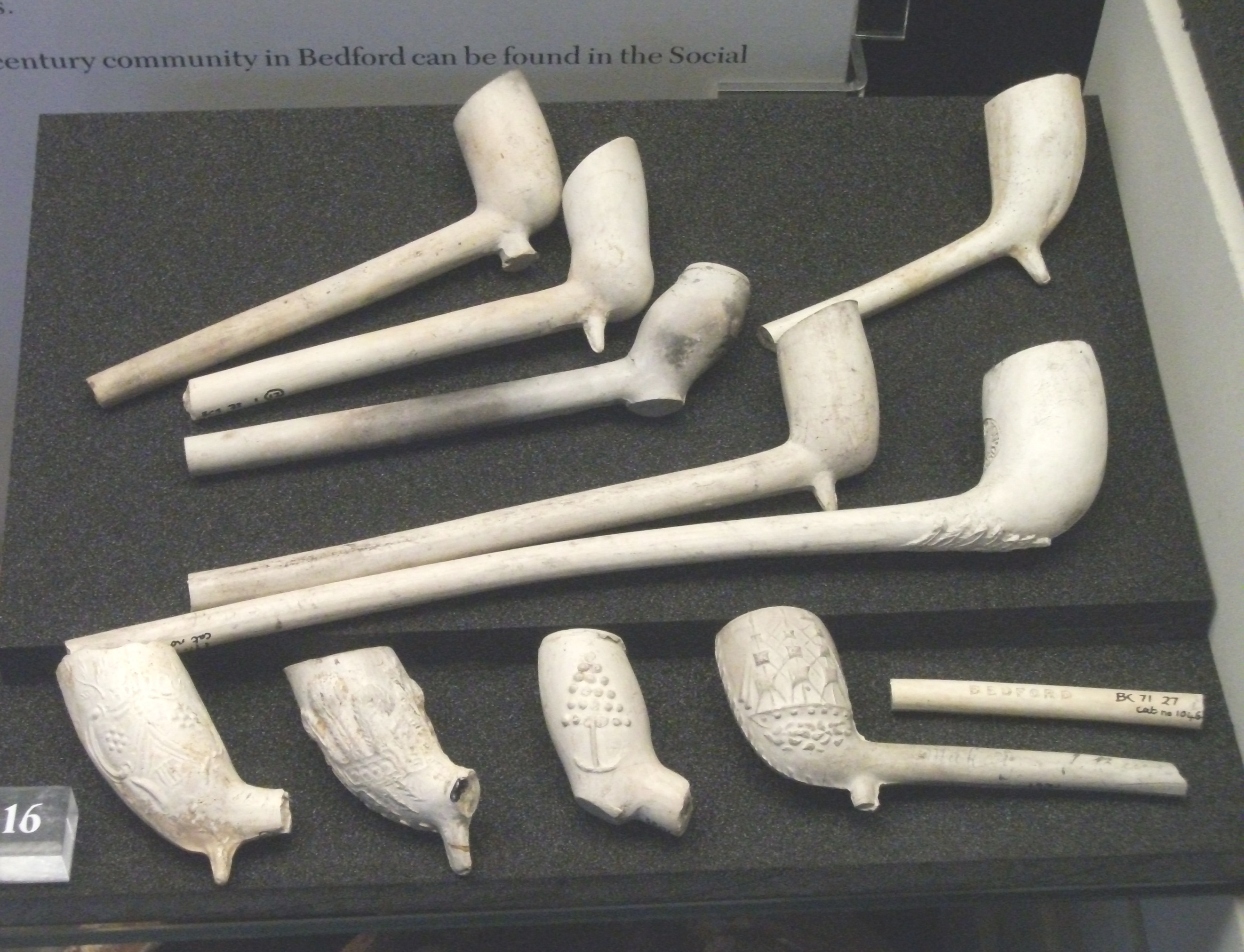
Pipes en terre.. Bedford Museum.

La Terre à pipe (ou terre de pipe) est le nom ancien d'une argile plastique ou d'un kaolin et est une des matières possible pour la fabrication de fourneaux de pipes, mais aussi pour la fabrication de céramiques de façon générale, de statuettes, de briques réfractaires, etc.

## Caractéristiques
Pierre-Joseph Buc'hoz la classe dans les marnes  : «  La seconde espèce de Marne est la terre à pipe, Marga argillana pinguedinem imbibens, calore indurabilis ». Cette terre servait à fabriquer des pipes, de la faïence, de la porcelaine (plats et assiettes), des statuettes religieuses. Elle était transportée autrefois dans des paniers en osier hollandais appelés mandes.  La terre à pipe est onctueuse, douce, plastique et liante, facile à travailler, elle blanchit au feu et prend un enduit de verre.
« C'est une terre tendre, liante  et légère, douce au toucher. On la travaille aisément sur le tour : elle blanchit au feu. Il y en a de différentes couleurs : celle qui est grise sert à faire la belle faïence ; celle qui est blanchâtre sert à faire des pipes. Cette terre est argileuse, et  contient quelquefois, mais accidentellement, un peu de craie : si  on lui fait subir un degré de feu violent et continu, elle prend alors à sa surface un enduit qui est une espèce de vernis vitreux. »

## Provenances
En Angleterre, les argiles du Devonshire (cf Ball clay) étaient appelées autrefois terres à pipe.
En Hollande : « Les Hollandais  ont été longtemps dans la réputation de connaître seuls la manière de préparer la terre à pipe, et d'en posséder les meilleures carrières.  Ils venaient aux environs de Rouen avec de petites barques, et enlevaient la terre à pipe de ce canton, sous prétexte de prendre de quoi lester leurs navires ».  Ils la tiraient aussi des environs de Cologne et de Namur. Les pipes étaient fabriquées dans la manufacture de Gouda.  
En Belgique c'est un silicate d'alumine hydraté de couleur blanche, noire, ou gris ardoise. On la trouve à Andenne. La terre à pipe noire servait aux fours à verreries et la blanche aux faïences et aux pipes.
Les plus belles terres à pipe s'appelaient derles, on les trouvait notamment dans un gîte à Andenne, en Belgique, et dans quelques autres sites. On l'extrayait à la pioche, on la transportait dans des paniers en osier appelés mandes. 
Ne pas confondre : lorsqu'à l'argile, au sable, on ajoute de la chaux cela porte le nom de terre de pipe.

## Usages
Aux XVIe et XVIIe siècles, la terre à pipe est employée pour la fabrication de statuettes. Elle est ensuite utilisée, sous l'impulsion des Hollandais, pour la fabrication de pipes en terre, de faïences, de briques, de céramique.

### Sources sur le web
- « Terre à Pipe », sur Archéoweb Anvers : musée virtuel.
- « Fabrication de  pipes en terre à pipe », sur le site www.fumeursdepipe.net.